# Roncourt
Roncourt é uma comuna francesa na região administrativa de Grande Leste, no departamento de Mosela. Estende-se por uma área de 6,73 quilômetros quadrados. Em 2010 a comuna tinha 1 024 habitantes (densidade: 152,2 hab./km²).